# Кудељара (мљач) у Бачком Петровцу
Кудељара (мљач) у Бачком Петровцу налази се на територији општине Бачки Петровац, у Бачком Петровцу, у Хвиездославовој улици на броју 16, у приватној својини, саграђена 1864. године. Године 1998. Кудељара је утврђена за споменик културе.

## Историјат
Кудељара (Мљач) у Бачком Петровцу је саграђена 1864. године. Као градња која одражава техничка знања, Кудељара (Мљач) у Бачком Петровцу представља веома редак сачувани пример ове врсте објеката народног градитељства.

## О Кудељари
Кружне је основе формиране од десет зиданих стубова на којим се налезе и носе стрм, купасти кров. Кров је покривен бибер црепом. 
У унурашњости Кудељаре смештен је дрвени механизам за прераду кудеље који је некада покретан коњском снагом.

## Кудељара данас
Кудељара (Мљач) у Бачком Петровцу је утврђена за споменик културе и као таква подлеже мерама очувања свог изворног стања.